# متحف التربية (تونس)
متحف التربية هو متحف تونسي تأسس في 2001 ويقع في تونس العاصمة.

## المحتوى
يروي المتحف تاريخ التعليم في تونس منذ استخدام الحروف الفينيقية عام 1101 قبل الميلاد. يضم المتحف العديد من المجسمات وتماثيل من الشمع التي تحاكي طرق التعليم التقليدية والمعاصرة، ووثائق مصورة بمختلف أنواعها تتعلق بتاريخ التعليم ونصوص قانونية وإدارية منظِمَة للمدرسة التونسية، بالإضافة إلى كتب مدرسية وأدوات للتعلم وأعمال طلابية وأثاث مدرسي. 
 ينقسم المتحف إلى ثلاثة أجنحة: جناح الحروف منذ ما قبل الميلاد، جناح التعليم الزيتوني وجناح التعليم المعاصر. يحتوي المتحف أيضا على مكتب ثاني وزير تربية بعد الاستقلال محمود المسعدي وقاعة مجهزة بتقنيات حديثة للبحوث.